# 奥尔巴尼 (路易斯安那州)
奥尔巴尼（英語：Albany），是美国路易斯安那州下属的一座村镇。根据2010年美国人口普查，该市有人口1,088人。建置上，属于“village”。